# Хитоши Сасаки
Хитоши Сасаки (јап. 佐々木 等; 1891 — 23. јул 1982) био је јапански фудбалер н тренер.
Био је тренер јапанске фудбалске репрезентације (1921. године).